# Pičaevskij rajon
Il Pičaevskij rajon (in russo Пичаевский район?) è un rajon dell'Oblast' di Tambov, nella Russia europea; il capoluogo è Pičaevo. Istituito nel 1928, ricopre una superficie di 1.270 chilometri quadrati e consta di una popolazione di circa 14.000 abitanti.